# メキシコ湾流

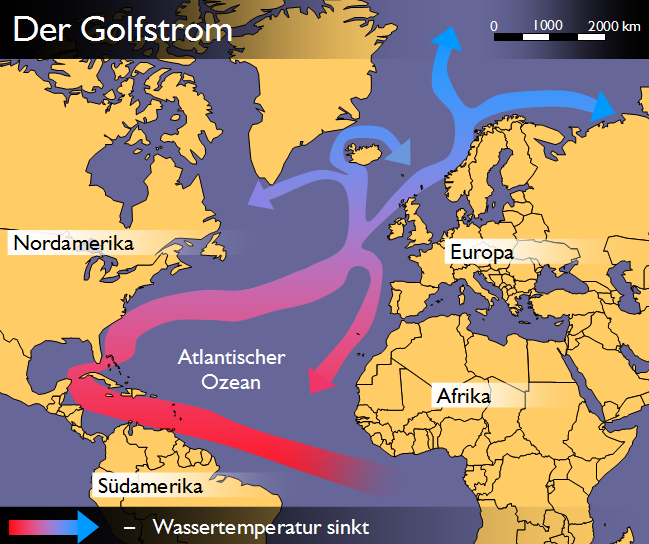
図下側から北赤道海流→メキシコ湾流→北大西洋海流→北上し東グリーンランド海流・東進しノルウェー海流

メキシコ湾流（メキシコわんりゅう、英: Gulf Stream）とは、北大西洋の亜熱帯循環の西端に形成される狭く強い海流で、黒潮と並ぶ世界最大の海流である。単に湾流、またはカタカナでガルフストリームとも記される。

## 解説
メキシコ湾流は主に赤道の北側を西向きに流れる北赤道海流に起源を持ち、カリブ海およびメキシコ湾に入り、フロリダ海峡を通って再び大西洋に流出する。その後、北アメリカ大陸東岸をフロリダ半島沿いに北東方向に進み(以上フロリダ海流ともいう)、ハッテラス岬周辺で東に方向を転じて離岸する。離岸後の海流は北大西洋海流と呼ばれ、それぞれ太平洋における黒潮、黒潮続流に相当する。また、一部は反転しポルトガル海流となる。
この海流は、古くはメキシコ湾に発すると考えられていたため、この名称が与えられた。現在も慣習としてこの名を用いる。南から暖かい海水を運ぶため暖流に分類され、イギリスなどヨーロッパの高緯度地域を温暖な気候に保つのに重要な役割をしている。
海洋学の祖といわれるアメリカのモーリス・ユーイングが、「メキシコ湾から発して北極海に注ぐ海底の大河で、その速さはミシシッピ川やアマゾン川をしのぎ、その水量はこれらの川の1000倍以上にも及ぶ」という通り、湾流の幅は200キロメートル前後、厚さは2キロメートルに達し、流量は7400 - 9300万トン毎秒といわれ、その最も速い部分では2.5メートル毎秒という強勢を示す。
湾流の成因については十分明らかにされていないが、貿易風によって吹き寄せられた海水の運動、アマゾン、ミシシッピなどの河川水がメキシコ湾の水位を高め、フロリダ海峡から溢流する、あるいは高緯度地方と低緯度地方の海水の密度差に基づく運動などの説がある。
2014年8月16日、日本の総合研究大学院大学は、メキシコ湾流の流路変化による影響を気象データの解析及び数値モデルから解明し、メキシコ湾流の流路が北方向に大きくずれた年には北極海（特にバレンツ海）の海氷減少とユーラシア大陸の異常寒波が起こりやすく、大陸が寒冷化する可能性を導き出している。